# Megapenthoides
Megapenthoides is een geslacht van kevers uit de familie  
kniptorren (Elateridae).
Het geslacht is voor het eerst wetenschappelijk beschreven in 1972 door Gurjeva & Dolin.

## Soorten
Het geslacht omvat de volgende soorten:
- Megapenthoides contiguus (Cobos, 1970)
- Megapenthoides descarpentriesi (Cobos, 1970)
- Megapenthoides gussakovskii (Gurjeva, 1961)
- Megapenthoides imitans (Cobos, 1970)
- Megapenthoides intermedius (Cobos, 1970)
- Megapenthoides lamottei Girard, 2003
- Megapenthoides minusculus (Cobos, 1970)
- Megapenthoides montisnimbae Girard, 1991
- Megapenthoides nimbanus Girard, 2003